# Hoplismenus istrianus
Hoplismenus istrianus là một loài tò vò trong họ Ichneumonidae.